# Megachile armstrongi
Megachile armstrongi là một loài Hymenoptera trong họ Megachilidae. Loài này được Perkins & Cheesman mô tả khoa học năm 1928.